# Thymus baeticus
Thymus baeticus là một loài thực vật có hoa trong họ Hoa môi. Loài này được Boiss. ex Lacaita miêu tả khoa học đầu tiên năm 1930.